# ألوبكا
ألوبكا (Алупка) هي مدينة في شبه جزيرة القرم في أوكرانيا.